# Эбни-Гастингс, Эдит, 12-я графиня Лаудон
Эдит Мод Эбни-Гастингс, 12-я графиня Лаудон (англ. Edith Maud Abney-Hastings, 12th Countess of Loudoun; 13 мая 1883 — 24 февраля 1960) — британская пэресса.

## Происхождение
Родилась 13 мая 1883 года. Старшая дочь достопочтенного майора Паулина Эбни-Гастингса (1856—1907), второго сына Чарльза Эбни-Гастингса, 1-го барона Донингтона (1822—1895), и Эдит Родон-Гастингс, 10-й графини Лаудон (1833—1874). Её матерью была леди Мод, урожденная Гримстон (ок. 1857—1929), третья дочь Джеймса Гримстона, 2-го графа Верулама (1809—1895).

## Семья
12 декабря 1916 года она вышла замуж за капитана Реджинальда Моубрея Чичестера Хаддлстона, который взял ее фамилию. Они развелись в 1947 году, родив шестерых детей:
- Капитан Иэн Хаддлстон Эбни-Гастингс, лорд Мохлин (1918 — 11 июля 1944), погиб в Италии во время Второй мировой войны
- Леди Барбара Хаддлстон Эбни-Гастингс (3 июля 1919 — 1 ноября 2002), позднее 13-я графиня Лаудон
- Леди Джин Хаддлстон Эбни-Гастингс, позднее Кэмпбелл из Лаудона (3 октября 1920—1981), 1-й муж с 1940 года Эдгар Райт Уэйкфилд, от брака с которым у неё была одна дочь. Супруги развелись в 1949 году. В 1954 году она вышла вторым браком за капитана Артура Александра Хаббла, от брака с которым у неё была одна дочь. Они развелись в 1964 году.
- Леди Иона Мэри Хаддлстон Эбни-Гастингс (17 марта 1922—1990), в 1951 году она вышла замуж за Роберта Александра Френча
- Леди Фиона Хаддлстон Эбни-Гастингс (26 февраля 1923—1993), в 1940 году она вышла замуж за Роберта Конроя-Робертсона (позже де Фресн), 12-го барона де Фресна, от брака с которым у неё было шестеро детей.
- Леди Эдит Хаддлстон Эбни-Гастингс (19 января 1925—2006), в 1947 году она вышла замуж за майора Дэвида Кеннета Макларена, от брака с которым у неё было трое детей.

## Пэрства
17 мая 1920 года после смерти своего бездетного дяди, Чарльза Клифтона, 11-го графа Лаудона (1855—1920), Эдит Эбни-Гастингс унаследовал титулы 12-й графини Лаудон (Пэрство Шотландии), 13-й леди Кэмпбелл из Лаудона (Пэрство Шотландии) и 12-й леди Тарринзин и Мохлин (Пэрство Шотландии).
19 октября 1920 года Эдит и её младшая сестра, Элизабет Филиппс, виконтесса Сент-Дэвидс (1884—1974), подали прошение в Комитет по привилегиям на баронства Ботро, Хангерфорд, де Молейнс, Гастингс (де Гастингс) и Гастингс (де Хангерфорд), которые были незаконченными между ними и их другой сестрой, леди Флорой, после смерти 11-го графа. Они также подали прошение на баронства Стрейндж (де Нокин) и Стэнли как потомки последнего владельца, Фердинандо Стэнли, 5-го графа Дерби. Сестры были утверждены в качестве сонаследников баронств 17 декабря. 23 февраля 1921 года виконтессе были пожалованы баронства Хангерфорд, де Молейнс и Стрейндж (де Нокин), в то время как баронства Ботро, Стэнли и Гастингс (де Гастингс) были пожалованы графине 7 марта.
23 июня того же года две сестры также подали прошение на графства Уорик и Солсбери, а также на баронства Монтегю, Монтакьют, Монтермер и Поул из Монтегю, как потомков Эдварда Плантагенета, 17-го графа Уорика, и Маргарет Поул, 8-й графини Солсбери, и на отмену остракизма последней. Однако Джеймс Гаскойн-Сесил, 4-й маркиз Солсбери, и Фрэнсис Гревилл, 5-й граф Уорик, подали встречное прошение, и остракизм не был отменён.
После смерти леди Лаудон в 1960 году её графский титул перешел к её старшей дочери, леди Барбаре, в то время как ее английские баронства снова стали бездействующими и перешли в руки её пяти дочерей.

## Пожар
1 декабря 1941 года семья, состоящая из леди Лаудон, ее дочерей и маленькой внучки Шины, спала в своих комнатах под библиотекой на первом этаже в замке Лаудон. Отопление осуществлялось углем и дровами, и считается, что горящая смола возвращалась обратно в библиотечный дымоход, поджигая деревянный пол. Возникший пожар уничтожил здание, за исключением каменных стен. С этой ночи никто из семьи не спал в замке. В 1995 году территория замка была превращена в популярный парк развлечений.